# Успение Богородично (Постолар)
Вижте пояснителната страница за други значения на Успение Богородично.
„Успение на Пресвета Богородица“ (на гръцки: Κοιμήσεως της Θεοτόκου) е българска възрожденска православна църква в кукушкото село Средно Постолар (Меси Апостоли), Гърция, част от Поленинската и Кукушка епархия.

## История
Църквата е изградена в средата на XIX век, като гробищна църква на Постолар, и е типичната за периода трикорабна базилика. В 1894 година е построена отделна камбанария. В интериора има дървен иконостас с икони от XIX век. В храма има икони на кулакийския зограф Маргаритис Ламбу.
Църквата е обявена за исторически паметник на 27 юни 1987 година.